# Atotomoc
Atotomoc es una localidad de México perteneciente al municipio de Atlapexco en el estado de Hidalgo.

## Toponimia
Del náhuatl: atl, agua, tomochtli, hojas secas, y la final c, “Lugar de agua y hojas secas”. Otro significado podría ser de atl, agua, totomoc, “sonido que hace el agua al caer de la cascada”.

## Geografía
A la localidad le corresponden las coordenadas geográficas 21° 1’ 25.631” de latitud norte y 98° 24’ 33.102” de longitud oeste, con una altitud de 363 m s. n. m. Se encuentra a una distancia aproximada de 6.61 kilómetros al oeste de la cabecera municipal, Atlapexco.
En cuanto a fisiografía se encuentra dentro de la provincia de la Sierra Madre Oriental dentro de la subprovincia de Carso Huasteco; su terreno es de Sierra y lomerío. En lo que respecta a la hidrografía se encuentra posicionado en la región Panuco, dentro de la cuenca del río Moctezuma, en la subcuenca del río Los Hules. Cuenta con un clima semicálido húmedo con lluvias todo el año.

## Demografía
En 2020 registró una población de 738 personas, lo que corresponde al 3.73 % de la población municipal. De los cuales 364 son hombres y 374 son mujeres. Tiene 146 viviendas particulares habitadas.
| Gráfica de evolución demográfica de Atotomoc entre 1900 y 2020                               |
|                                                                                              |
| Población de los censos y conteos del Instituto Nacional de Estadística y Geografía (INEGI). |

## Economía
La localidad tiene un grado de marginación alto y un grado de rezago social medio.